# Campylaspis aculeata
Campylaspis aculeata är en kräftdjursart som beskrevs av Jones 1974. Campylaspis aculeata ingår i släktet Campylaspis och familjen Nannastacidae. Inga underarter finns listade i Catalogue of Life.